# Eupithecia undosata
Eupithecia undosata är en fjärilsart som beskrevs av Karl Dietze 1875. Eupithecia undosata ingår i släktet Eupithecia och familjen mätare. Inga underarter finns listade i Catalogue of Life.